# 桂岭镇 (揭阳市)
桂岭镇，是中华人民共和国广东省揭阳市揭东区下辖的一个乡镇级行政单位。

## 行政区划
桂岭镇下辖以下地区：
桂岭社区、福岗村、赤步村、联新村、玉步村、建豪村、客洞村、柏旺村、大岭村、岭丰村、围头村、东升村、凤光村、鸟围村、港尾村、龙岭村和玉白村。